# Sava Antić
Pour les articles homonymes, voir Antic.
Sava Antić (en serbe : Сава Антић), né le 1er mars 1930 à Belgrade et mort le 26 juillet 1998, est un footballeur international yougoslave. Il évoluait au poste d'attaquant.

## Biographie

### En club
Sava Antić commence sa carrière au FK Brodarac (en) en 1947,,.
De 1948 à 1952, il évolue sous les couleurs de l'Étoile rouge de Belgrade.
Il rejoint l'OFK Belgrade en 1952. Avec son club, il remporte trois coupes nationales en  1953, 1955 et en 1962.
Antić raccroche les crampons en 1963.
En compétitions européennes, il dispute 1 match pour aucun but inscrit en Coupe des villes de foires et 4 matchs pour 2 buts marqués en Coupe des vainqueurs de coupes.

### En équipe nationale
International yougoslave, il reçoit 5 sélections pour 2 buts marqués en équipe de Yougoslavie en 1956,.
Son premier match en sélection a lieu le 22 avril 1956 contre la Roumanie (défaite 0-1 à Belgrade) en amical.
Il fait partie de l'équipe yougoslave médaillée d'argent aux Jeux olympiques de 1956. Il dispute trois rencontres durant le tournoi : lors des quarts de finale contre les États-Unis, il inscrit un doublé. Il est titulaire lors de la finale perdue contre l'Union soviétique.
Son dernier match en sélection a lieu le 23 décembre 1956 contre l'Indonésie (victoire 5-1 à Jakarta) en amical.

### Entraîneur
Il est entraîneur de l'OFK Belgrade en 1963-1964, peu après la fin de sa carrière de joueur.

## Palmarès
| OFK Belgrade - Coupe de Yougoslavie (3) : - Vainqueur : 1952-53, 1954-55 et 1961-62. |  | Yougoslavie - Jeux olympiques : - Argent : 1956. |